# 이카로스

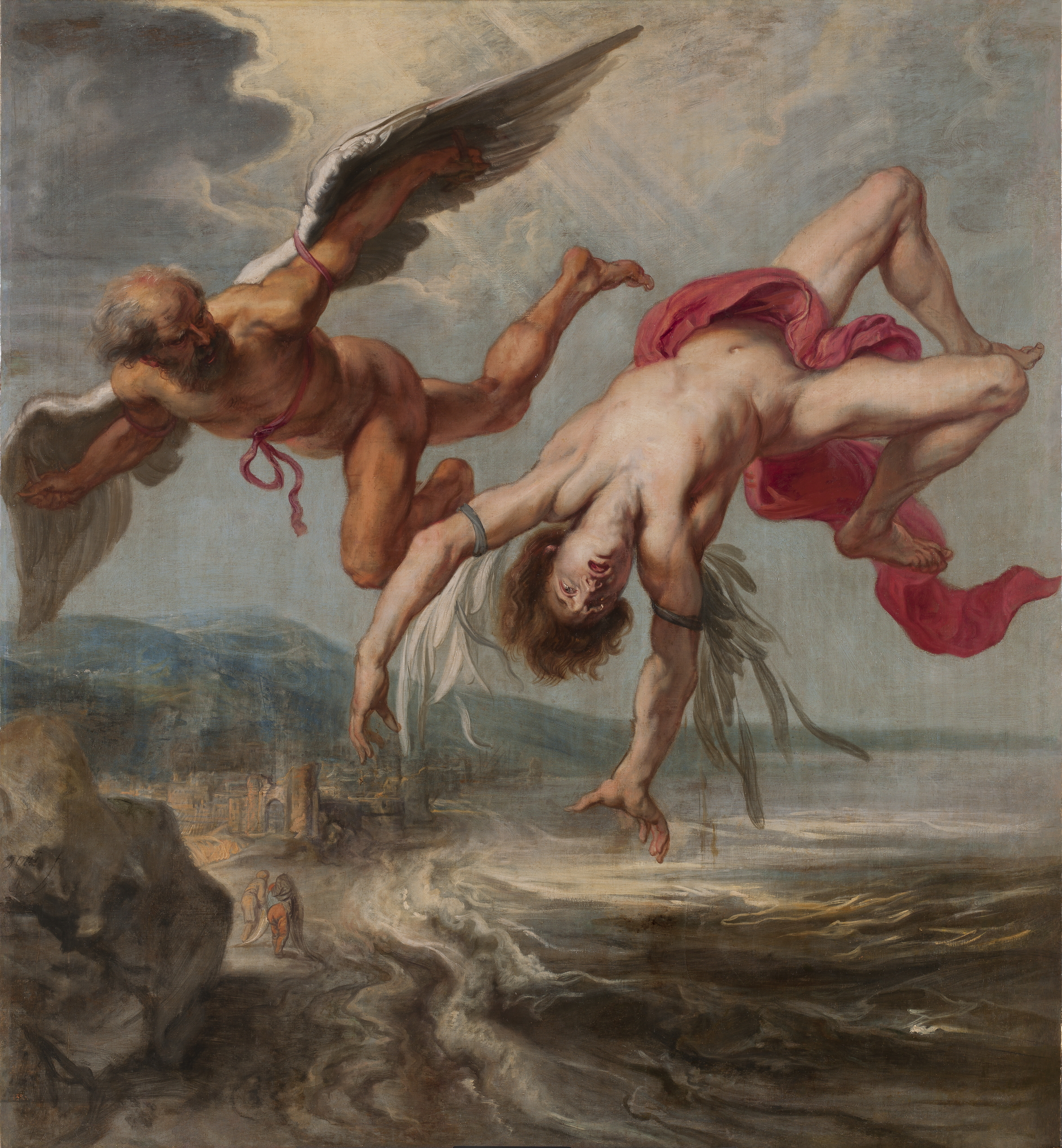
야코프 페터르 호비의 이카로스의 추락 (1635–1637)

이카로스(i/ˈɪkərəs/; 고대 그리스어: Ἴκαρος Íkaros[*], grc)는 그리스 신화에서 크레타의 미궁을 설계한 장인 다이달로스의 아들이었다. 아테네의 왕이자 미노스 왕의 적이었던 테세우스가 미궁에서 탈출한 후, 미노스는 이카로스와 다이달로스가 미궁의 비밀을 누설했다고 의심하여 그들을 가두었다. 기록에 따라 바다가 내려다보이는 높은 탑에 갇혔다고도 하고, 미궁 안에 갇혔다고도 한다. 이카로스와 다이달로스는 다이달로스가 새의 깃털, 담요에서 뽑은 실, 샌들의 가죽 끈, 그리고 밀랍으로 만든 날개를 이용해 탈출했다. 탈출하기 전, 다이달로스는 이카로스에게 너무 낮게 날면 물이 깃털을 적시고, 너무 높게 날면 열기가 밀랍을 녹이니 조심하라고 경고했다. 이카로스는 다이달로스의 경고를 무시하고 너무 높이 날아 올라 날개에 있는 밀랍이 녹아내렸다. 이카로스는 하늘에서 떨어져 바다에 빠져 죽었다. 이 신화는 "태양에 너무 가까이 날다"라는 숙어를 낳았다. 일부 이야기에 따르면 다이달로스와 이카로스는 배로 탈출하기도 했다. 또한 일부 해석에서는 그의 아버지가 직접 날개를 만들었기에 태양에 너무 가까이 날면 죽는다는 것을 알았다고 한다.

## 전설

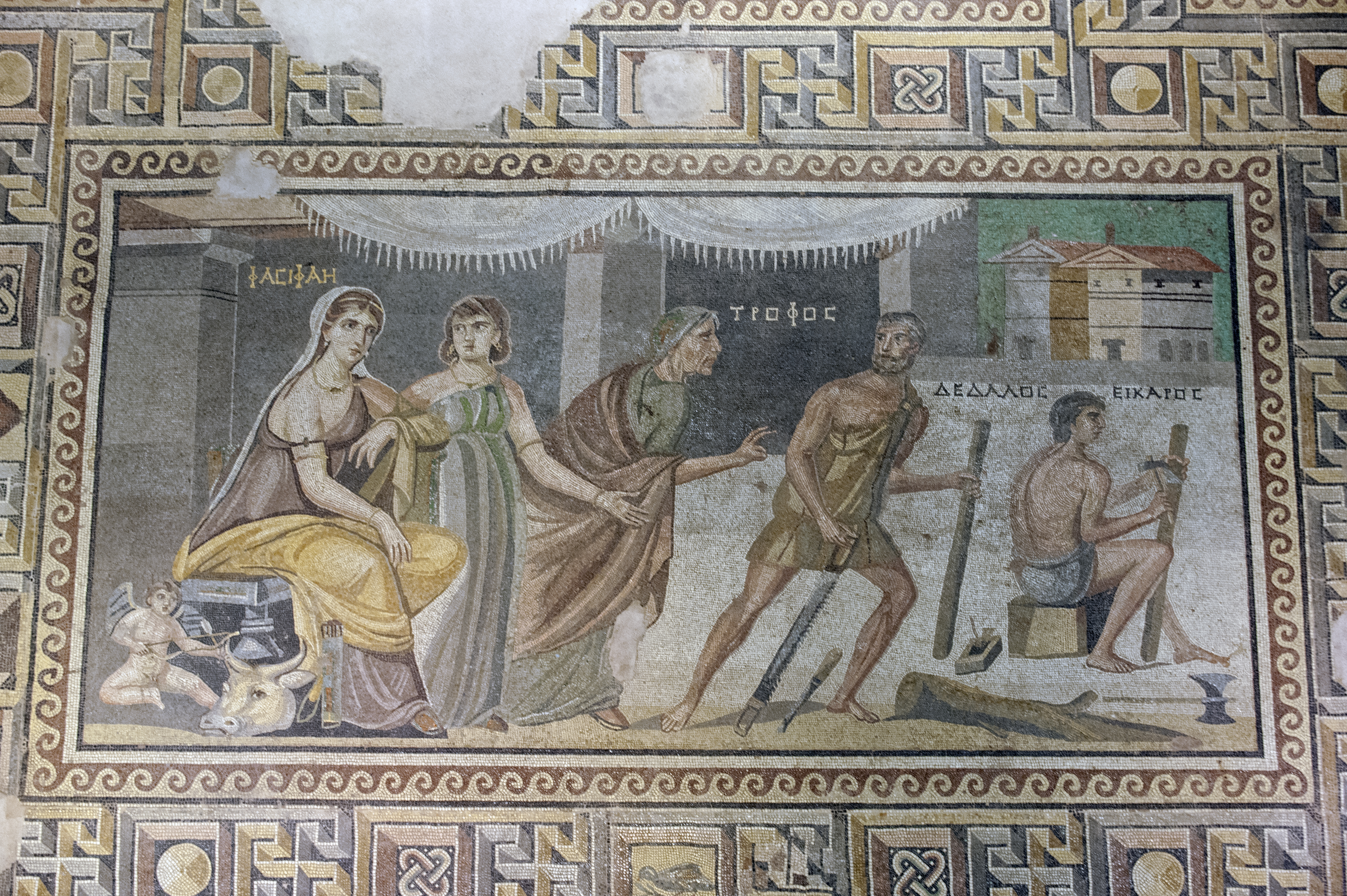
제우그마의 로마 모자이크에 그려진 다이달로스, 이카로스, 파시파에 왕비, 그리고 그녀의 시녀 두 명.

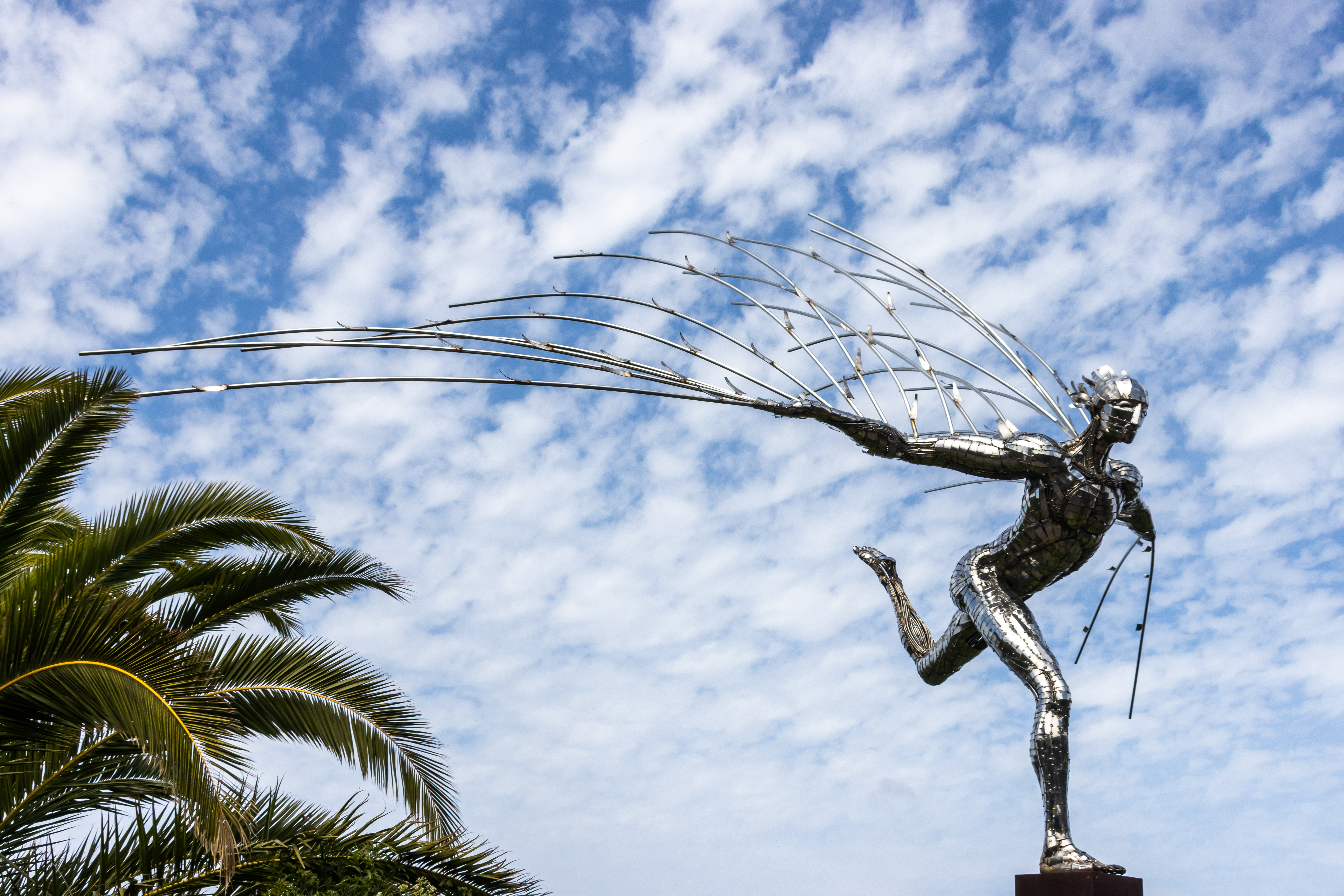
훌리오 니에토의 작품인 이카로스 구출 (Ícaro Salvado). 테네리페, 라 마탄사 데 아센테호.

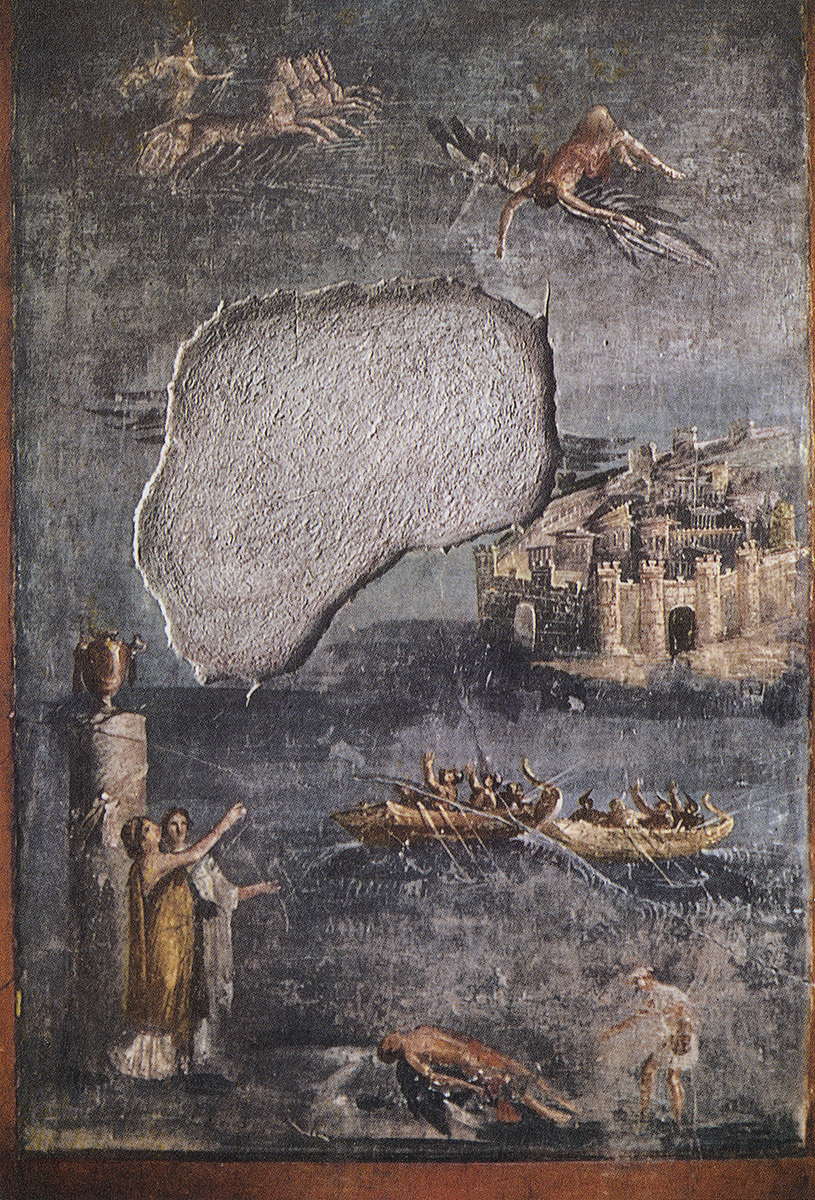
폼페이에서 발견된 이카로스의 추락 프레스코, 기원후 40-79년

이카로스의 아버지인 매우 재능 있는 아테네의 다이달로스는 크노소스에 있는 미노스 왕의 궁전 근처에 미궁을 건설하여 미노스 왕의 아내와 크레타 황소 사이에서 태어난 반인반우 괴물인 미노타우로스를 가두었다. 미노스는 다이달로스가 자신의 딸 아리아드네에게 실마리(실뭉치)를 주어 테세우스가 미궁을 탈출하고 미노타우로스를 물리치도록 도왔다고 믿었기 때문에 다이달로스 자신을 미궁에 가두었다.

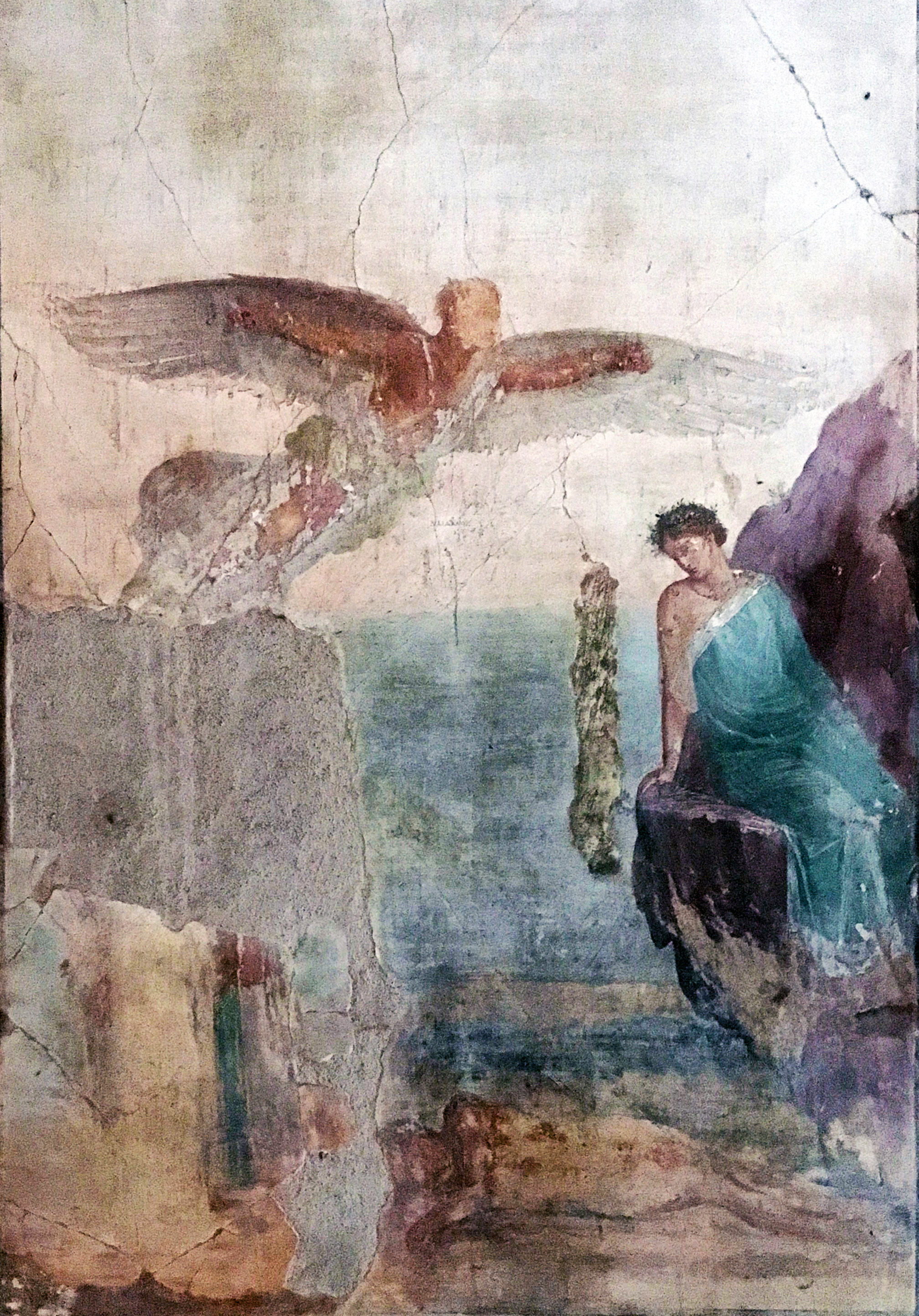
폼페이의 프레스코화로, 1세기 다이달로스와 이카로스를 묘사한다.

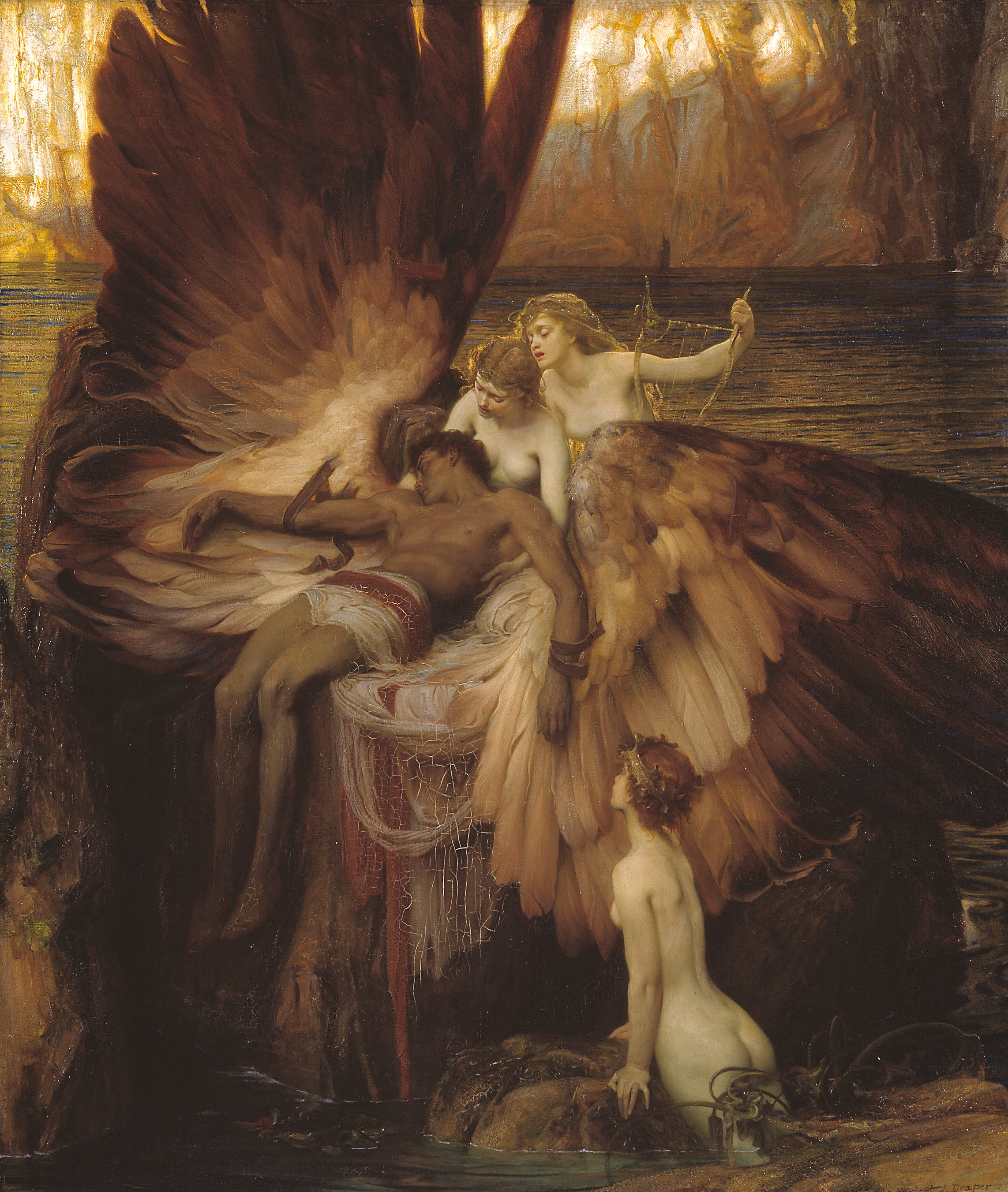
이카로스를 위한 탄식 (1898) by 허버트 제임스 드레이퍼.

다이달로스는 자신과 아들을 위해 밀랍으로 가죽 틀에 금속 깃털을 고정시킨 날개 두 쌍을 만들었다. 섬을 탈출하기 전에 그는 아들에게 비행 경로를 따라가고 태양이나 바다에 너무 가까이 날지 말라고 경고했다. 날면서 현기증에 압도된 이카로스는 아버지의 말을 불순종하고 더 높이 하늘로 치솟았다. 경고 없이 태양의 열기가 밀랍을 부드럽게 만들고 녹였다. 이카로스는 녹은 밀랍이 팔을 타고 흘러내리는 것을 느낄 수 있었다. 깃털은 하나씩 떨어져 나갔다. 이카로스는 계속 날개를 퍼덕이며 떠 있으려고 노력했지만, 깃털이 하나도 남지 않았다는 것을 깨달았다. 그는 맨팔만 휘저었다. 또한 느슨한 깃털들이 눈송이처럼 떨어지는 것을 보았다. 마침내 그는 바다에 떨어져 바닥으로 가라앉아 익사했다. 다이달로스는 아들을 위해 울었고, 그를 기억하여 가장 가까운 땅인 이카리아(현재 사모스섬 남서쪽 섬)를 그의 이름을 따서 이카리아라고 불렀다.
오늘날, 섬에 있는 그의 묘지로 추정되는 곳은 그의 이름을 따서 명명되었고, 그가 익사한 이카리아 근처의 바다는 이카리아해라고 불린다. 큰 슬픔에 잠긴 다이달로스는 시칠리아의 아폴론 신전으로 가서 자신의 날개를 봉헌하고 다시는 날지 않겠다고 맹세했다. 에우리피데스에 대한 주석에 따르면, 이카로스는 자신을 태양의 신 헬리오스보다 위대하다고 생각했고, 신이 그의 강력한 광선을 그에게 향하게 하여 밀랍을 녹여 벌을 주었다고 한다. 이후 헬리오스가 이카로스의 이름을 따서 이카리아 해를 명명했다.
헬레니즘 시대의 작가들은 에우헤메로스적인 변형된 이야기들을 제공하는데, 이 이야기들에서는 크레타 탈출이 사실은 파시파에가 제공한 배로 이루어졌고, 이 때문에 다이달로스가 미노스의 추격하는 범요선을 앞지르기 위해 최초의 돛을 발명했으며, 이카로스가 시칠리아로 가는 도중 배 밖으로 떨어져 익사했고, 헤라클레스가 그를 위한 무덤을 세웠다고 한다.

## 고전 문학
이카로스 이야기의 기록은 프세우도-아폴로도로스의 비블리오테카 (에피토메 1.12–13); 디오도로스 시켈로스의 비블리오테카 히스토리카 (4.77.5–9); 히기누스의 파불라에 (40); 베르길리우스의 아이네이스 (6.14–33); 그리고 오비디우스의 변신 이야기 (8.183–235)에서 찾아볼 수 있다. 수많은 다른 고대 작가들도 이 이야기에 대해 간략하게 언급하는데, 특히 루키아노스가 그렇다.
프세우도-아폴로도로스의 기록은 간략하다. 오비디우스의 『변신 이야기』에 나오는 기록이 가장 길며, 이 라틴 시인은 이카로스 신화를 다른 곳에서도 언급한다. 『파불라에』에서 라틴어로 이 이야기를 쓴 아우구스투스 문학의 작가 중 한 명인 가이우스 율리우스 히기누스는 태양의 딸인 파시파에의 소와 관련된 사랑 이야기와 그 결과로 미노타우로스가 태어난 것을 이야기한다.

## 중세, 르네상스 및 현대 문학
오비디우스의 이카로스 신화와 파에톤과의 연관성은 영문학의 신화적 전통에 영향을 미쳤으며 초서, 말로, 셰익스피어, 밀턴, 그리고 조이스의 저술에 반영되었다.
르네상스 도상학에서 이카로스의 중요성은 맥락에 따라 다르다: 메시나의 오리온 분수에서 그는 물과 관련된 여러 인물 중 하나이지만, 암스테르담 시청의 파산 법원에도 묘사되어 있으며, 그곳에서는 높은 목표를 상징한다. 피터르 브뤼헐 더 아우더의 작품으로 알려진 16세기 회화 이카로스의 추락이 있는 풍경은 20세기 가장 주목할 만한 묘사적 영어 시 두 편의 영감이 되었다: W. H. 오든의 "미술관"과 윌리엄 카를로스 윌리엄스의 "이카로스의 추락이 있는 풍경". 이카로스 신화를 언급하는 다른 영어 시로는 앤 섹스턴의 "성공한 친구에게", 존 업다이크의 "이카로스", 앨런 데베니시의 "이카로스 다시", 캐럴 앤 더피의 "이카로스 부인", 잭 길버트의 "실패와 비행", 낸시 첸 롱의 "겨울이었어야 했다", 마크 앤터니 오언의 "이카로스처럼 위로", 셰리 라이트의 "10세, 새벽 3시", 제니퍼 창의 "어제의 신화" 등이 있다. 히로미 요시다의 장편 시집 'Green Roses Bloom for Icarus (2024)' 전체에 걸쳐 이 신화가 주요 부제로 깔려 있는 한편, 노르웨이의 악셀 옌센의 소설 '이카로스: 사하라의 젊은 남자 (1957)'에서는 이카로스가 문제 있는 현대 젊은 남자들의 비유로 사용된다. 그는 또한 애덤 윙의 2017년 소설 '이카로스'의 주인공이기도 하다. 뉴욕 타임스 북 리뷰에 따르면, 앤드류 보리가의 "희생자"의 주인공은 자신의 피해자 서사를 과장하다가 결국 무너지는 "도심 속 이카로스"이다.

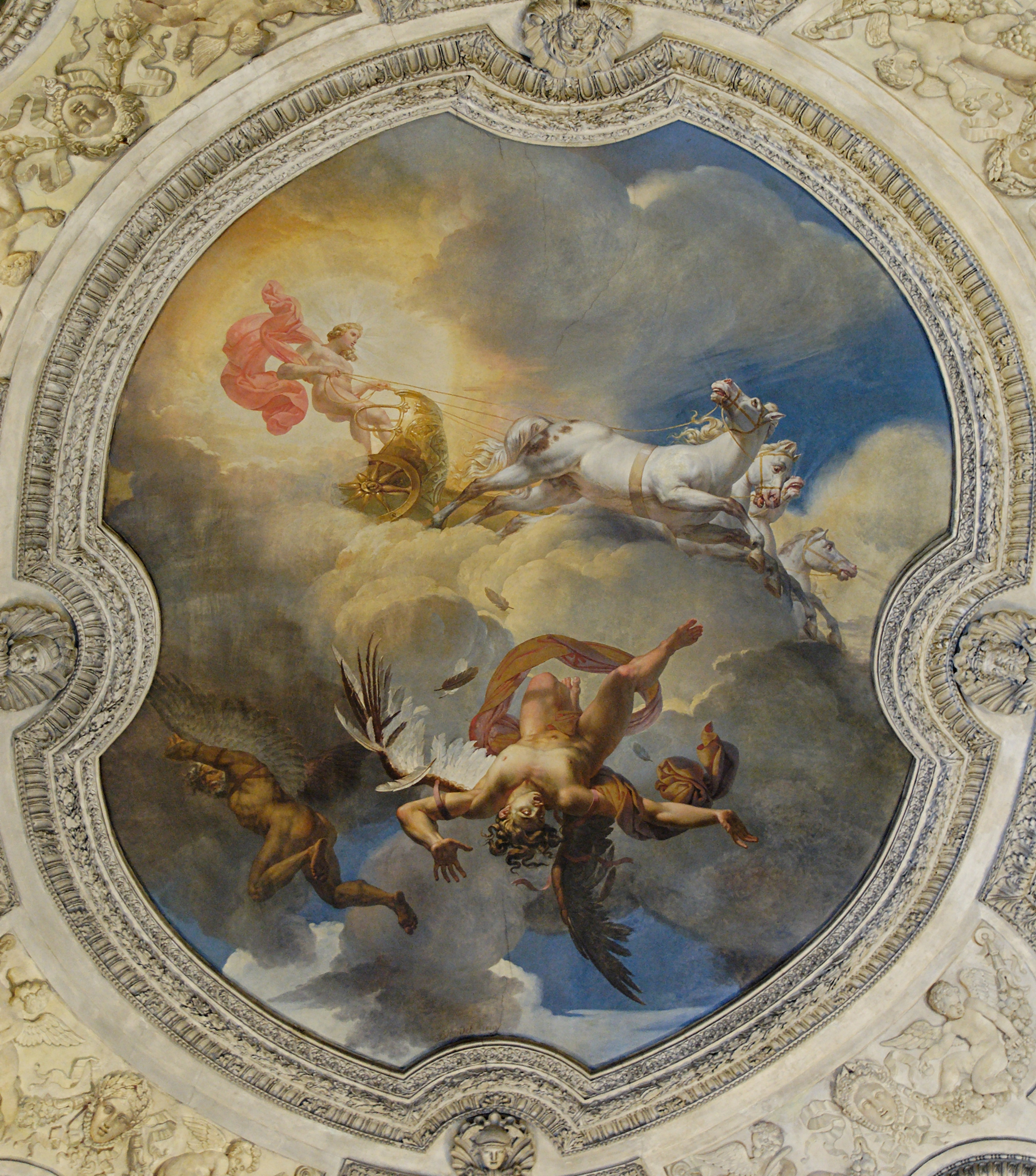
태양, 또는 이카로스의 추락 (1819) by 메리 조제프 블롱델, 루브르 박물관 아폴로 로툰다.
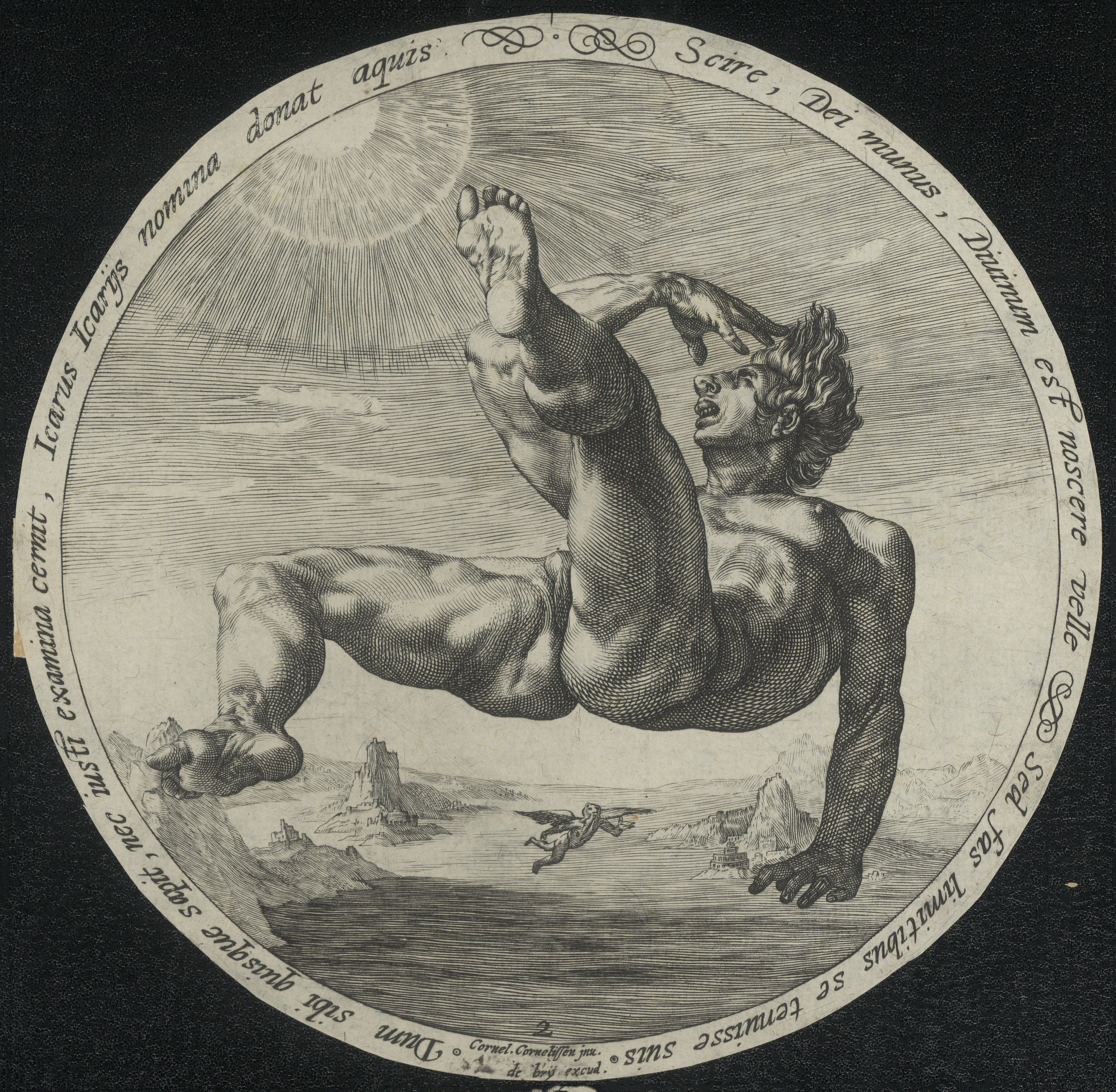
이카로스가 추락하는 16세기 판화.
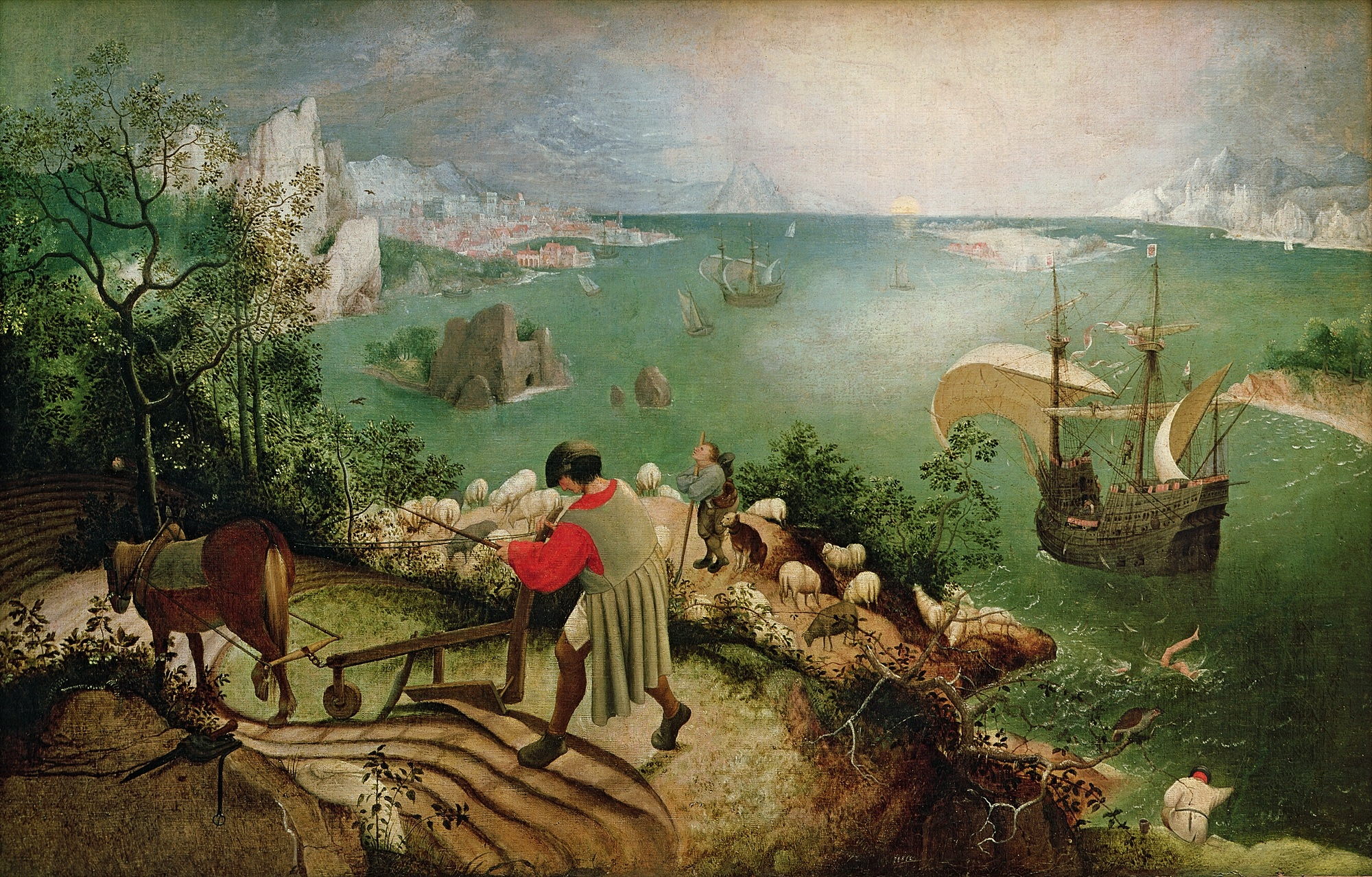
피터르 브뤼헐 더 아우더의 이카로스의 추락이 있는 풍경( 1558c.)에서 추락한 이카로스는 오른쪽 아래의 작은 부분이다.
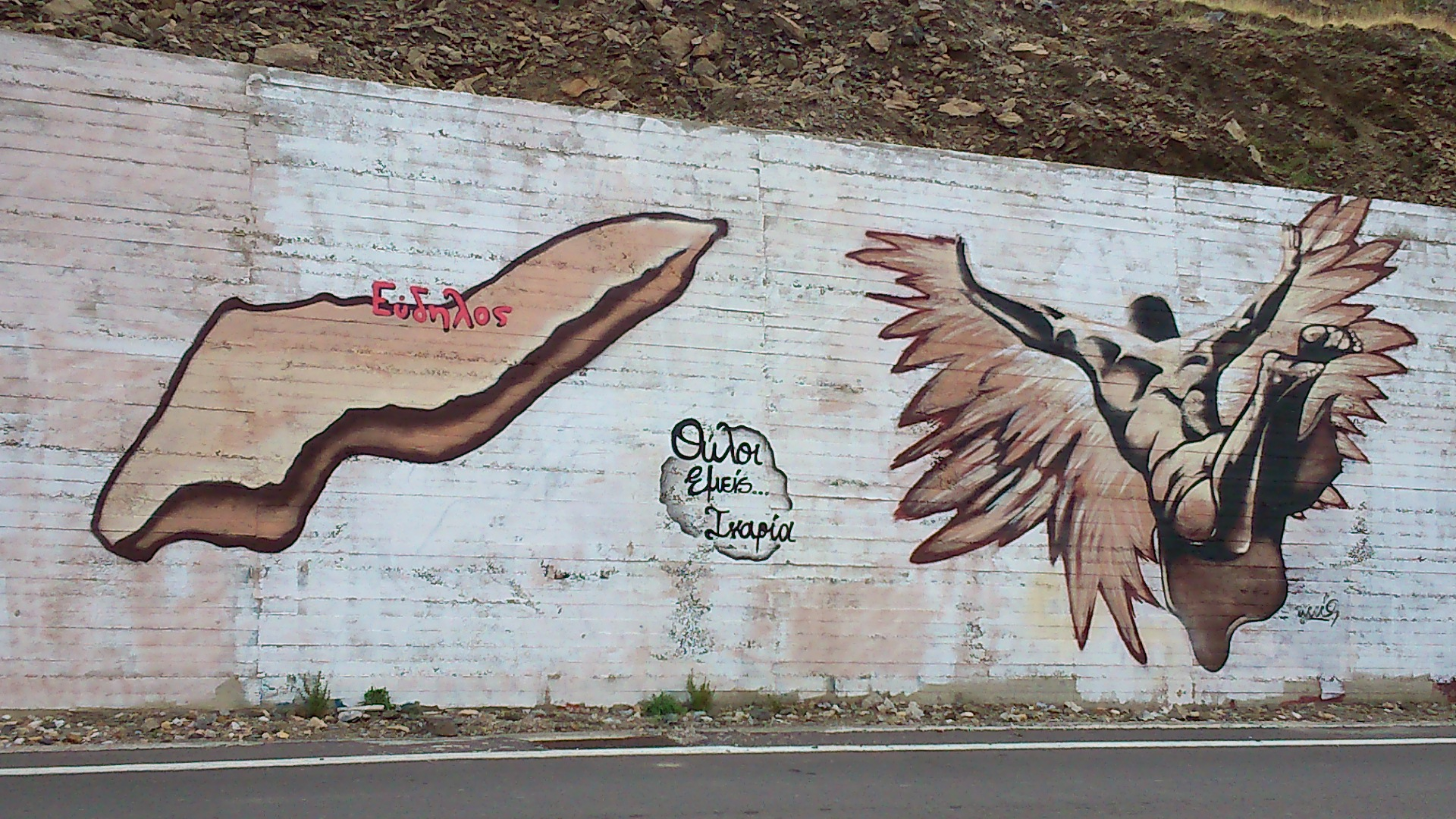
그리스 이카리아섬 에브딜로스 마을 외곽에 있는 이카리아섬과 추락하는 이카로스의 현대적인 거리 예술

## 해석

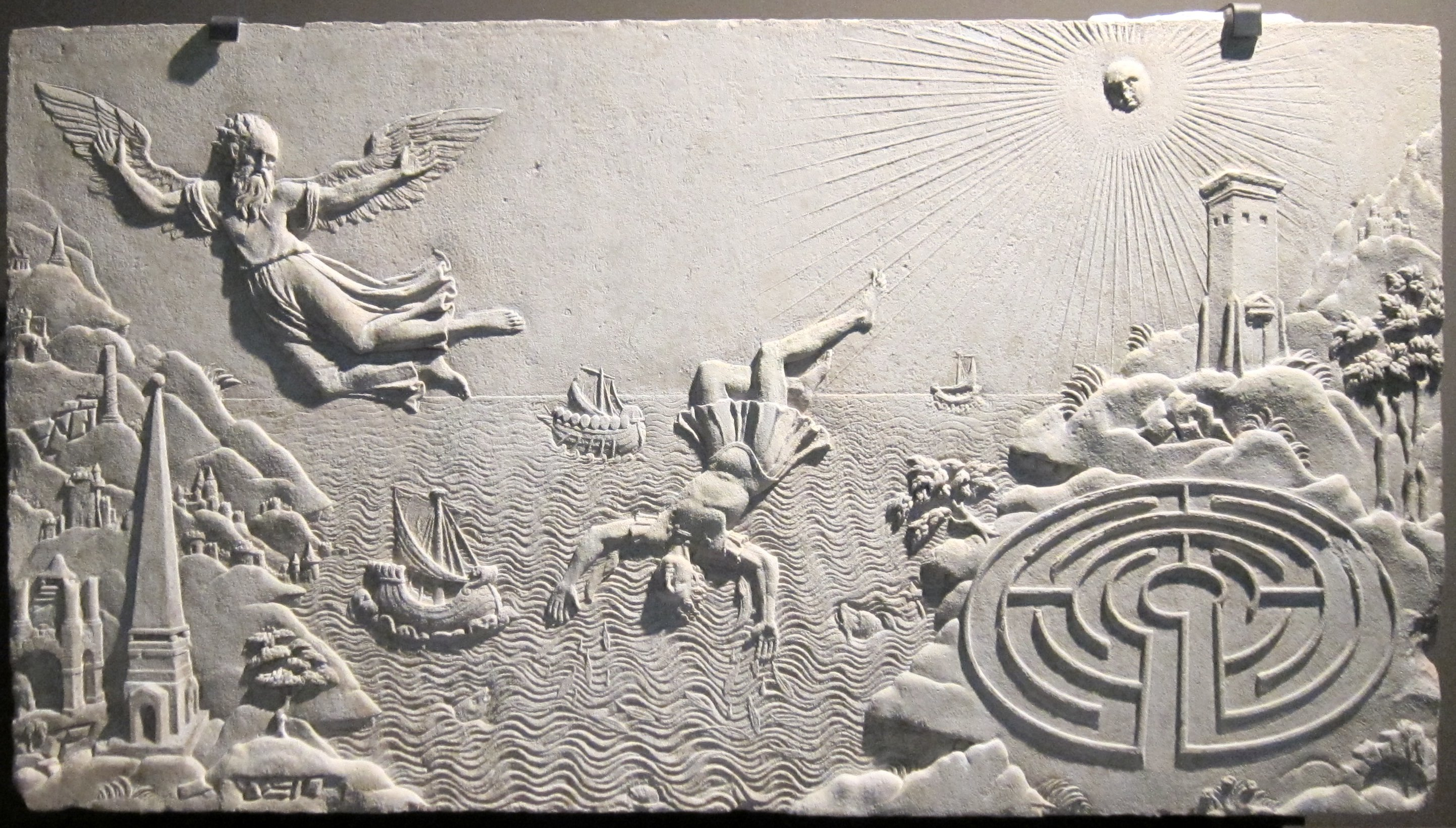
17세기 부조에 새겨진 크레타 미궁 (오른쪽 하단) (앙투안 비브넬 박물관)

문학적 해석은 이카로스 신화를 지나친 야망의 결과로 보았다. 다이달로스 신화와 관련된 이카로스 연구는 프랑스 헬레니스트 Françoise Frontisi-Ducroux가 발표했다. 심리학에서는 불에 대한 매혹, 유뇨증, 높은 야망, 그리고 승천주의 사이의 관계에 대한 이카로스 콤플렉스의 통합 연구가 있었다. 정신의학적 관점에서는 양극성 장애의 과도한 황홀감과 우울증의 특징이 이카로스 콤플렉스에서 질병의 형태로 인식되었다. 헨리 머레이는 이카로스 콤플렉스라는 용어를 제안하며, 특히 조증에서 사람이 높은 곳을 좋아하고, 불과 물 모두에 매혹되며, 나르시시즘적이고 환상적이거나 비현실적인 상상 인지를 보이는 증상을 발견했다. 세스 고딘의 2012년 저서 『이카로스 속임수』는 서구 문화가 이카로스 신화를 전파하고 해석하는 방식의 역사적 변화를 지적하며, "우리는 이카로스가 너무 낮게 날지 말라는 경고도 받았다는 사실을 잊는 경향이 있는데, 이는 바닷물이 날개의 양력을 망칠 수 있기 때문이다. 너무 낮게 나는 것은 너무 높게 나는 것보다 훨씬 더 위험하다. 왜냐하면 그것은 기만적으로 안전하다고 느껴지기 때문이다"라고 주장한다. 이 신화에 대한 모든 연구와 분석은 이카로스가 자신의 이익을 위해 너무 야심찼다는 데 동의한다.

## 같이 보기
- 블라두드, 전설적인 브리튼인의 왕으로, 자신이 만든 날개가 실패하여 죽음을 맞이했다고 알려져 있다.
- 에타나, 일종의 "바빌론의 이카로스"[34]
- 콰푸, 태양을 쫓다가 너무 가까이 다가가 죽은 거인에 대한 중국 신화
- 삼파티, 태양으로부터 어린 동생을 구하려다 날개를 잃은 새에 대한 인도 신화
- 키드 이카로스, 이카로스 신화를 기반으로 한 닌텐도 비디오 게임 시리즈

### 참조주
1. 1 2  March, Jennifer R. (2014). 《Dictionary of Classical Mythology》 2판. Oxford: Oxbow Books. 260쪽. ISBN 9781782976356.
2. ↑  “Metamorphoses (Kline) 8, the Ovid Collection, Univ. of Virginia E-Text Center”. 《ovid.lib.virginia.edu》. 2022년 11월 17일에 확인함.
3. 1 2  “CommonLit | The Myth of Daedalus and Icarus by Ovid”. 《CommonLit》 (영어). 2022년 10월 17일에 확인함.
4. ↑  Elder, Pliny the (2015년 5월 21일). 《Pliny the Elder: The Natural History Book VII (with Book VIII 1–34)》 (영어). Bloomsbury Publishing. 236쪽. ISBN 978-1-4725-2101-9.
5. ↑  clew – a ball of yarn or thread. The etymology of the word "clue" is a direct reference to this story of the Labyrinth.
6. ↑  Graves, Robert (1955). 〈92 – Daedalus and Talus〉. 《The Greek Myths》. Penguin Books. ISBN 0-14-007602-6.
7. ↑  토머스 벌핀치 - The Age of Fable Stories of Gods and Heroes KundaliniAwakeningSystem.com 보관됨 24 1월 2013 - 웨이백 머신 & The Internet Classics Archive by Daniel C. Stevenson : Ovid – Metamorphoses – Book VIII + Translated by 롤프 험프리스 – KET Distance Learning 보관됨 14 6월 2012 - 웨이백 머신 24 January 2012.
8. ↑  Translated by A. S. Kline – 버지니아 대학교 도서관.edu Retrieved 3 July 2005.
9. ↑  “Icarus and Daedalus.Pdf”. 《Docslib》. 2022년 11월 28일에 확인함.
10. ↑  Mastronarde, Donald J. (2017). 《Preliminary Studies On the Scholia to Euripides》 (PDF). Berkeley, California: California Classical Studies. 149–150쪽. ISBN 9781939926104.
11. ↑  Smith, William, 편집. (1867). 《A Dictionary of Greek and Roman Biography and Mythology》.
12. ↑  Pinsent, J. (1982). 《Greek Mythology》. New York: Peter Bedrick Books. ISBN 0-600-55023-0.
13. ↑  In the Icaromenippus(핀란드어판) (about Menippus's Icarus-like flight), but also in The Dream, 24; Essays in Portraiture, 21; The Ship, 46.
14. ↑  비블리오테카 발췌 1.12–13.
15. ↑  Gareth D. Williams, Banished voices: readings in Ovid's Exile Poetry (Cambridge University Press, 1994), p. 132 online.
16. ↑  Peter Knox, A Companion to Ovid (Blackwell, 2009), p. 424 online.
17. ↑  Jane Chance, The Mythographic Chaucer (University of Michigan Press, 1995), p. 65 online.
18. ↑  Troni Y. Grande, Marlovian Tragedy (Associated University Presses, 1990), pp. 14 online, 40–42 et passim; Frederic B. Tromly, Playing with Desire: Christopher Tantalization (University of Toronto Press, 1998), p. 181.
19. ↑  Coppélia Kahn, Man's estate: Masculine Identity in Shakespeare (University of California Press, 1981), p. 53 online.
20. ↑  Su Fang Nu, Literature and the Politics of Family in Seventeenth-Century England (Cambridge University Press, 2007), p. 154 online; R.J. Zwi Werblowsky, 루시퍼와 프로메테우스 (Routledge, 2001, reprinted from 1952), p. 32 online.
21. ↑  R. J. Schork, Latin and Roman Culture in Joyce (University Press of Florida, 1997), p. 160 online.
22. ↑  E. H. Gombrich, Symbolic Images; Studies in the Art of the Renaissance (London, 1972); p. 8.
23. ↑  "On doute que l'exécution soit de Pieter I Bruegel mais la conception Lui est par contre attribuée avec certitude", 벨기에 왕립미술관. "Description détaillée" (in French). Archived from the original on 27 March 2012. Retrieved 3 September 2011.
24. ↑  de Vries, Lyckle (2003). "Bruegel's "Fall of Icarus": Ovid or Solomon?". Simiolus: Netherlands Quarterly for the History of Art. Stichting voor Nederlandse Kunsthistorische Publicaties. 30 (1/2): 4–18. JSTOR 3780948.
25. ↑  “Ten of the best: examples of ekphrasis”. 《the Guardian》 (영어). 2009년 11월 14일. 2022년 11월 17일에 확인함.
26. ↑  Askaripour, Mateo (2024년 3월 9일). “Book Review: 'Victim,' by Andrew Boryga”. 《The New York Times》. 2024년 11월 19일에 확인함.
27. ↑  “De val van Icarus”. 《lib.ugent.be》. 2020년 10월 2일에 확인함.
28. ↑  Jacob E. Nyenhuis – Myth and the creative process: Michael Ayrton and the myth of Daedalus, the maze maker – 345 pages Wayne State University Press, 2003 Retrieved 24 January 2012 ISBN 0-8143-3002-9
See also Harry Levin, The Overreacher, Harvard University Press, 1952
29. ↑  Frontisi-Ducroux, Françoise (1975). 《Dédale: Mythologie de l'artisan en Grèce Ancienne》. Paris: François Maspero. 227쪽.
30. ↑  Wiklund, Nils (1978). 《The icarus complex》. Lund: Doxa. ISBN 91-578-0064-2.
31. ↑  Michael Sperber 2010 – Dostoyevsky's Stalker and Other Essays on Psychopathology and the Arts, University Press of America, 2010, p. 166 ff,  ISBN 0-7618-4993-9
32. ↑  Pendulum – The BiPolar Organisation's quarterly journal Bipolar UK Retrieved 24 January 2012.
33. ↑  Godin, Seth (2012). 《The Icarus Deception: How High Will You Fly?》 (영어) 1판. Portfolio.
34. ↑  Comparison noted by W.H.Ph. Römer, "Religion of Ancient Mesopotamia", in Historia Religionum: Religions of the Past (Brill, 1969), vol. 1, p. 163.

## 더 읽어보기
- 로버트 그레이브스, (1955) 1960. The Greek Myths, section 92 passim
- Pinsent, J. (1982). Greek Mythology. New York: Peter Bedrick Books
- Smith, William, ed. A Dictionary of Greek and Roman Biography and Mythology